# Palanga
Palanga je lázeňské město v západní části Litvy, na břehu Baltského moře, 25 km na sever od přístavního města Klaipėdy. Klimatické a balneologické lázně. Pod město Palanga spadá: vlastní město Palanga, lázeňské město Šventoji, obec Būtingė. Ve městě jsou tři pošty, (PSČ hlavní pošty je LT-00001).

## Přírodopisné a zeměpisné údaje
Městem protéká řeka Rąžė, která je ve městě překlenuta deseti mosty, můstky nebo lávkami, její přítoky a v severní části také potok Vanagupė (se svým přítokem), podle kterého dostala název městská čtvrť Vanagupė. Západní okraj města omývá Baltské moře, je tu mnoho pláží (vlastně nepřetržitá pláž od Klaipėdy až do hranice s Lotyšskem v Būtingė). Na východním okraji Palangy je zahrádkářská kolonie "Pavėsio" kolektyviniai sodai (Pavėsys litevsky znamená chládek/stín). Na jižním okraji je Nemirseta a etnografický hřbitov Anaičių. Na severním okraji u čtvrti Kunigiškiai je letiště Palanga. Východní okraj Palangy zatěžuje prozatímní provoz nedokončené dálnice A13 Klaipėda - Būtingė - Liepāja. V Palanze je také hippodrom. Směrem ke Klaipėdě jsou také zřízeny stezky pro cyklisty a pro pěší, které dále za Klaipėdou pokračují různými směry. Směrem k Lotyšsku tyto stezky vedou až ke státní hranici směrem přes Šventoji.

## Sport
- FK Palanga fotbalový klub;
- KK Palanga basketbalový klub;

## Městské čtvrti
- Anaičiai
- Būtingė
- Dobilas
- Kalgraužiai
- Karvelynas
- Kunigiškiai
- Kontininkai
- Manciškė
- Nemirseta
- Paliepgiriai
- Plytinė
- Šventoji
- Užkanavė
- Vanagupė
- Vilimiškė
- Virbališkė

## Partnerská města
| Město         | Znak | Stát     |
| ------------- | ---- | -------- |
| Frederiksberg |      | Dánsko   |
| Jūrmala       |      | Lotyšsko |
| Liepāja       |      | Lotyšsko |
| Łódź          |      | Polsko   |
| Ustka         |      | Polsko   |
| Pärnu         |      | Estonsko |
| Simrishamn    |      | Švédsko  |